# Opsaridium tweddleorum
Opsaridium tweddleorum és una espècie de peix cipriniforme de la família dels ciprínids.

## Morfologia
Els mascles poden assolir els 10,9 cm de longitud total.

## Distribució geogràfica
Es troba al llac Malawi i al curs inferior del riu Zambezi.